# Вбивство Петра Столипіна
Вбивство Петра Аркадійовича Столипіна — 1 (14) вересня 1911 на голову Ради міністрів Російської імперії Столипіна було скоєно замах секретним співробітником Охоронного відділення Дмитром Богровим. Від отриманих ран за кілька днів Столипін помер. Історія цього вбивства досі містить багато незрозумілих моментів.

## Постріл Богрова

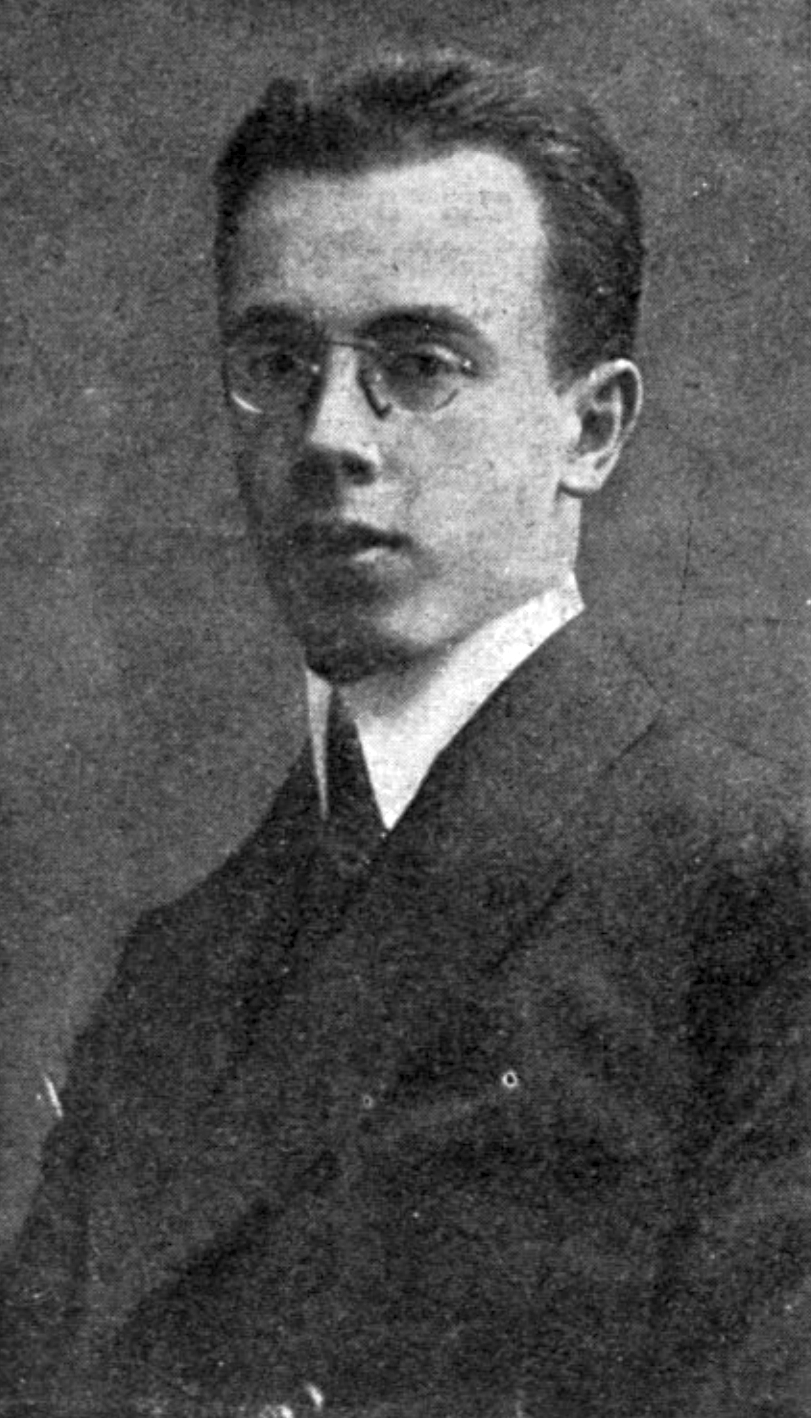
Вбивця Столипіна Дмитро Богров

Наприкінці серпня 1911 року імператор Микола II з сім'єю і наближеними, зокрема зі Столипіним і зарубіжними гостями (зокрема спадкоємець болгарського престолу Борис) перебували у Києві з нагоди відкриття пам'ятника Олександру II у зв'язку з 50-річчям скасування їм кріпацтва. 1 (14) вересня 1911 імператор, його доньки та наближені міністри, Столипін серед них, був присутній на виставі «Казка про царя Салтана» у міському театрі Києва. На той момент у шефа охоронного відділення Києва була інформація про те, що до міста прибула терористка з метою вчинити напад на високопосадовця, а можливо і на самого царя. Ця інформація була отримана від Дмитра Богрова. Під час другого антракту спектаклю «Казка про царя Салтана» Петро Столипін розмовляв біля бар'єру оркестрової ями з міністром двору бароном Володимиром Фредеріксом та земельним магнатом графом І. Потоцьким. Несподівано до Петра Столипіна наблизився Богров і вистрілив із браунінгу двічі: перша куля потрапила в руку, друга в живіт, зачепивши печінку. Від миттєвої смерті Столипіна врятував хрест ордену Святого Володимира. Роздробивши його, куля змінила прямий напрямок у серці. Куля пробила грудну клітку, плевру, діафрагму та печінку. Після поранення Столипін перехрестив царя, важко опустився в крісло і ясно та виразно, для присутніх поряд вельмож, сказав: «Щасливий померти за царя».
Архівіст Ольга Едельман наводить фрагмент із перлюстрованого листа з Парижа, від політемігранта, до засланої до Іркутської губернії у вересні 1911 року: «Повідомлю, як ми пережили повідомлення про замах на Столипіна. […] Публіка страшенно розхвилювалася: ес-ери закрили свою читалку, у с. д. -ській був прибитий величезний плакат з повідомленням про радісному подію. Чутка про одужання Столипіна змусила місцевий орган синдикалістів „Bataille syndicaliste“ озаглавити свою статтю: „Нещастя. Столипін, здається, знову не здохне…“ Смерть ж Столипіна справила дуже хороше враження на всіх, хоча с. р. сьогодні (через 8 днів після замаху) офіційно заявляють, що Богров діяв без санкції будь-якої партійної с. р. організації».

## Смерть Столипіна

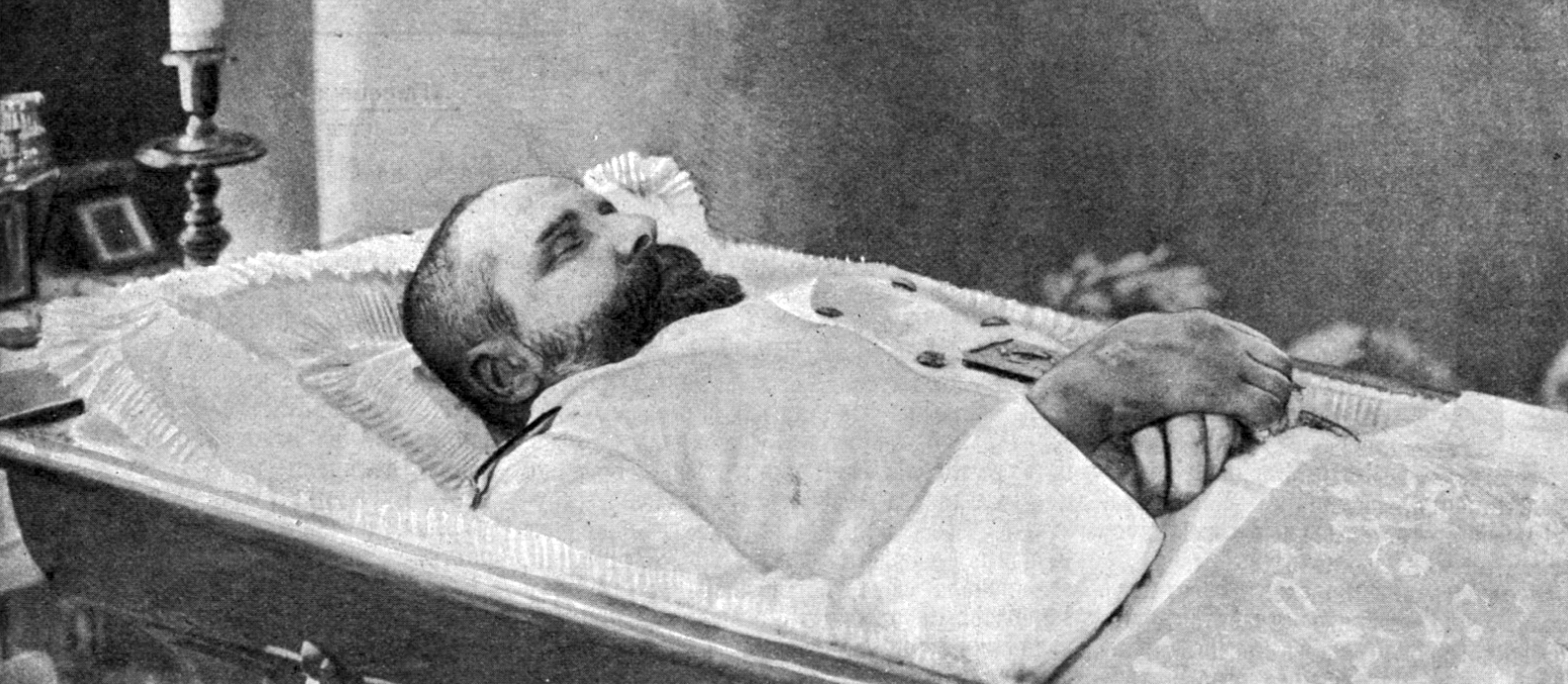
Петро Столипін у труні

Через два дні у Володимирському соборі відслужили урочистий молебень про одужання Столипіна. Собор був переповнений, багато хто плакав. Наступні дні пройшли в тривозі, лікарі сподівалися на одужання, але 4 (17) вересня ввечері стан Столипіна різко погіршився, він почав втрачати сили, пульс почав слабшати і близько 10 години вечора 5 (18) вересня він помер. Столипін провів останні дні життя та помер у клініці братів Маковських на Маловладимирській вулиці (будинок зберігся; сучасна адреса — вулиця Олеся Гончара, будинок № 33).

## Похорон

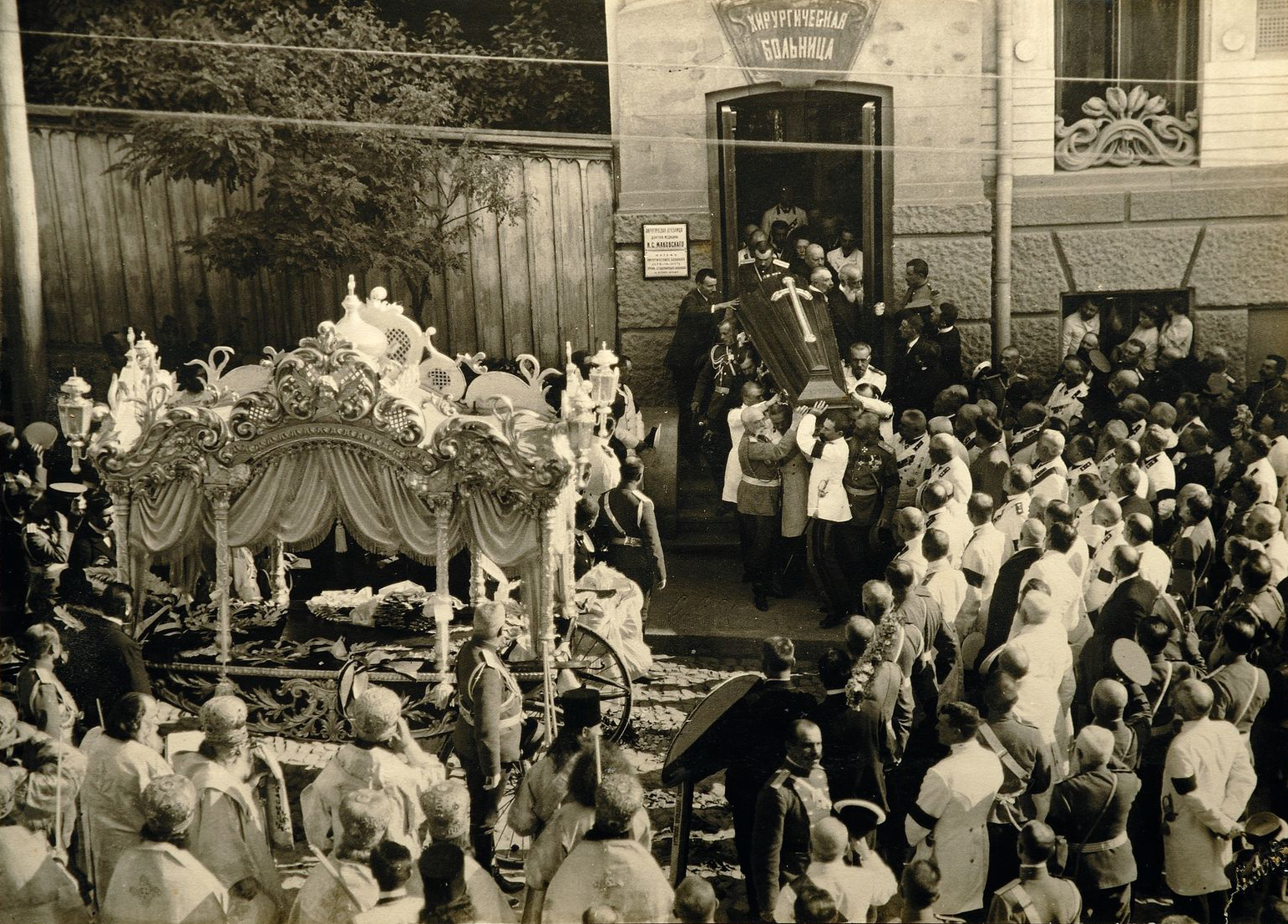
Винесення тіла Петра Столипіна із лікарні братів Маковських

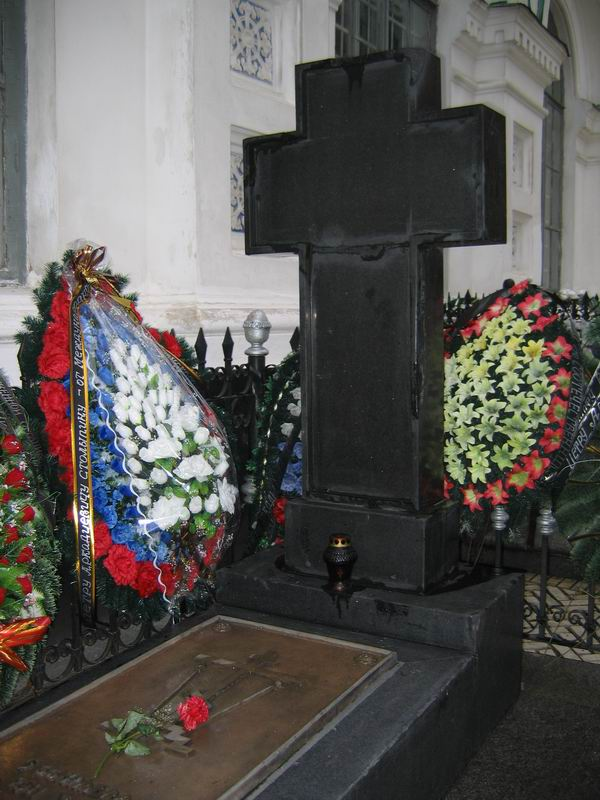
Могила Столипіна у Києво-Печерській лаврі

У розкритому заповіті Столипіна, написаному задовго до смерті, у перших рядках призначено: «Я хочу бути похованим там, де мене уб'ють». Вказівку Столипіна було виконано його близькими: місцем його поховання було обрано Києво-Печерську лавру.
9 вересня Столипін був похований у лаврі. Трапезна церква, де проходило відспівування, була заставлена вінками з національними стрічками, зібрався Уряд, представники армії та флоту та всіх цивільних відомств, багато членів Державної Ради та Державної думи, приїхало понад сотню селян із найближчих сіл.
Надгробок із могили Столипіна на початку 1960-х років був знятий і довгі роки зберігався в дзвіниці на Далеких печерах. Місце могили було заасфальтовано. Надгробок відновлено на колишньому місці в 1989 році, за сприяння художника Іллі Глазунова.

## Увічнення пам'яті

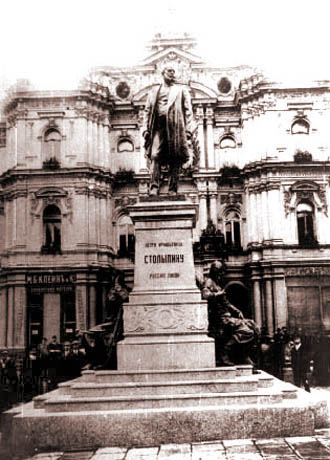
Пам'ятник Столипіну в Києві. Знесений 1917 року.

7 (20) вересня 1911 року деякі члени Державної думи та гласні місцевого земства запропонували встановити Петрові Столипіну пам'ятник у Києві. Збирати кошти вирішили пожертвуваннями. Пожертви надходили так швидко, що буквально через три дні в одному Києві було зібрано суму, яка могла покрити витрати на пам'ятник. Через рік, 6 вересня 1912 року, на площі біля Міської думи, на Хрещатику в урочистій обстановці відкрили пам'ятник. Столипін був зображений промовцем, на камені висічені сказані ним слова: «Вам потрібні великі потрясіння — нам потрібна Велика Росія», а на передній стороні п'єдесталу пам'ятника був напис: «Петру Аркадійовичу Столипіну — росіяни».
Пам'ятник знесено 16 (29) березня 1917 року, через два тижні після початку Лютневої революції.
Оббите червоним оксамитом крісло номер 17 другого ряду партеру Київського міського театру, біля якого вбили Столипіна, зараз знаходиться у Музеї історії МВС у Києві.
Вулиця Маловладимирська, де помер Столипін, була перейменована на Столипінську. Упродовж XX століття цю вулицю перейменовували ще шість разів, зараз вона носить назву Олеся Гончара.

## Розслідування
Ще в студентські роки Дмитро Богров активно займався революційною діяльністю, кілька разів був заарештований, але швидко отримував звільнення завдяки впливу свого батька, що входить у вищі міські кола. У розпал бунтівних хвилювань у Києві був членом Революційної ради студентських представників і водночас вів агентурну роботу. За свідченням начальника охоронного відділення Миколи Кулябка, Богров видав багато революціонерів, попередив терористичні акти і тим заслужив на довіру.
Безпосередньо з театру Богров був відправлений до київської фортеці «Косий капонір», де був ув'язнений в одиночну камеру.
На одному з допитів 10 (23) вересня 1911 року Дмитро Богров дав такі свідчення:

При його появі 16 серпня «Стьопа» […] заявив мені, що моя провокація безумовно і остаточно встановлена […] і що вирішено про всі зібрані факти довести до відома товариства […] Коли я став оскаржувати достовірність паризьких відомостей та компетентність партійного суду, «Стьопа» заявив мені, що реабілітувати себе я можу тільки одним способом, а саме шляхом здійснення якого-небудь терористичного акту. […] Чи я стрілятиму в Столипіна або в когось іншого, я не знав, але остаточно зупинився на Столипіні вже в театрі.

Смертний вирок був виконаний дуже поспішно 13 (26) вересня 1911 року.
Історія цієї надзвичайної справи має багато неясностей. Жодна політична партія не взяла на себе відповідальність за це вбивство. Найпоширеніша версія була такою: агент охранки після викриття революціонерами був змушений піти на вбивство Петра Столипіна. Про це також опосередковано свідчать відомості, що потрапили до друку, про появу в Києві напередодні вбивства Лева Троцького.
Разом з тим обставини замаху говорять про те, що він став можливим завдяки недбалості охранки, яка привела до трагедії. Люди з оточення Столипіна, знаючи про його конфлікт з Распутіним, припустили, що охранка, прагнучи ув'язнити високопоставлених ворогів Столипіна, дивилася крізь пальці на злочин, що готується.
За однією з версій, замах організовано за допомогою охоронного відділення. На це вказують багато фактів. Наприклад, квиток до театру був виданий Богрову начальником Київського охоронного відділення Миколою Кулябко за згодою Павла Курлова, Олександра Спиридовича та Митрофана Веригіна. При цьому до Богрова не було приставлено спостереження.
|                                 | Мене вб'ють і вб'ють члени охорони. |
| — Столипін, незадовго до смерті |                                     |

За іншою версією, Кулябко був введений в оману самим Богровим: той розповів йому, що втерся у довіру до «Миколи Яковича», який збирається вчинити замах на Столипіна, щоб не викликати підозр у "М. Я. " Богрову необхідно бути присутнім на місці замаху. При цьому з боку Кулябка не було вжито заходів для перевірки легенди Богрова. За спогадами київського губернатора Олексія Гірса, охорона Петра Столипіна в місті була погано організована.
Для розслідування обставин справи було призначено сенаторську ревізію, яку очолив сенатор Максиміліан Трусевич. На початку 1912 року результати комісії, які були зібрані у 24 томи, було передано до Державної ради. У доповіді порушувалося питання про «перевищення та бездіяльність влади, що мало дуже важливі наслідки» і називалися винні — товариш міністра Павло Курлов, віце-директор Митрофан Веригін, завідувач палацової охорони Олександр Спиридович та начальник Київського охоронного відділення Микола Кулябко. Бездіяльність виражалося в пасивному ставленні до легенди, даної Богровим, яку ніхто не перевірив, перевищення влади — у тому, що всупереч чітким циркулярам його допустили на парадний спектакль. У результаті ці особи були залучені до попереднього слідства як обвинувачені в злочинній бездіяльності влади.
Керівництво слідством було доручено сенатору Миколі Шульгіну. На слідстві Курлов заявив, що «особливого розпорядження Кулябку встановити спостереження за особистістю самого Аленського (агентурний псевдонім Богрова) я не зробив, вважаючи, що такий елементарний прийом розшуку не може бути забутий досвідченим начальником охоронного відділення».
У свідченнях Кулябка помітна істотна обставина: він цурається надзвичайно важливого показання. Спочатку він заявив, що не може вважати себе винним у цій ситуації, адже Богров був допущений до театру з відома генерала Курлова. Потім він змінив свідчення, сказавши, що «допустив до театру Богрова без відома Курлова і спеціально просив саме ці свідчення вважати дійсними». Причину такої переміни побачили у листі знайденому під час обшуку у дружини Кулябко, яка була сестрою Спиридовичу. У ньому містилася загроза:

Якщо мене посадять на лаву підсудних, тоді і я згадаю, що в мене дружина і дитина, і відкину я тоді всяку педантичність і поставлю питання руба про всю ту конспірацію, яку проводили щодо мене 1 вересня. Хотіли зробити без мене, ну і зробили, негарно тільки вийшло.

Несподівано на початку 1913 року справу було закрито за дорученням Миколи II.
Суспільне ставлення до того, що сталося, було різним: від розчарування і досади до неприховуваного обурення. Російський юрист і громадський діяч Анатолій Коні з цього приводу писав:

Неодноразово зрадивши Столипіна і поставивши його в беззахисне становище відносно явних і таємних ворогів, «улюблений монарх» не знайшов можливим бути на похороні вбитого, зате знайшов можливість припинити справу про потурання вбивцям.

## Цікаві факти

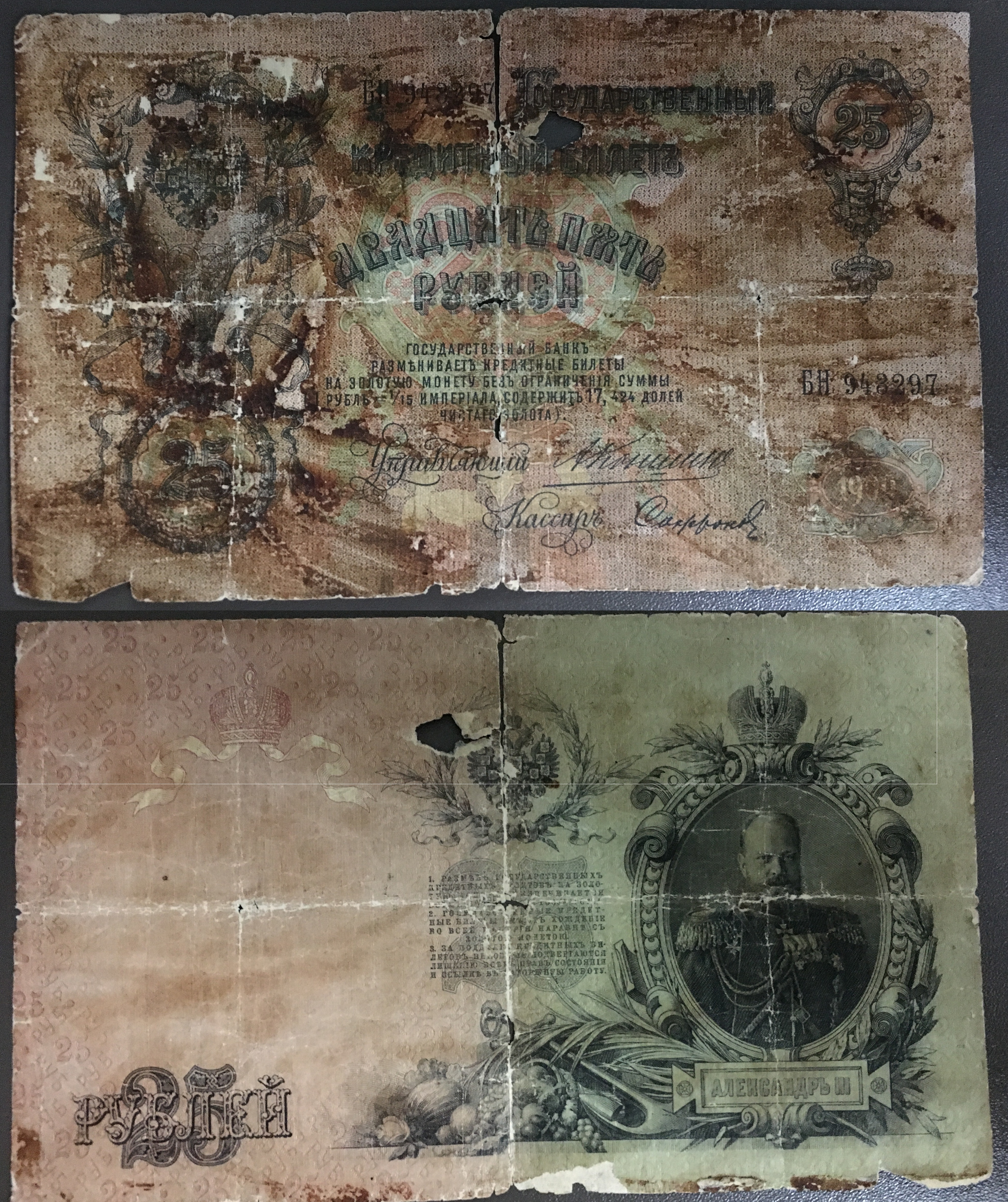
Банкнота зі слідами крові, номінал 25 рублів

- Одна з куль, що потрапила в руку Петра Столипіна, пройшла навиліт, а потім поранила скрипаля оркестру Антона Берглера. Потім судовій владі довелося вести з останнім довге листування, оскільки скрипаль заявляв з повною впевненістю, що робили замах саме на нього, а Голова Ради міністрів Російської Імперії Петро Столипін просто випадково виявився поряд[19].
- Після замаху на Петра Столипіна збереглася банкнота Царської Росії номіналом 25 рублів (серія БН 943 297, за підписом Керуючого А. Коншина та касира Софронова), яка в момент замаху була у внутрішній кишені Петра Столипіна .